# Frauenwald

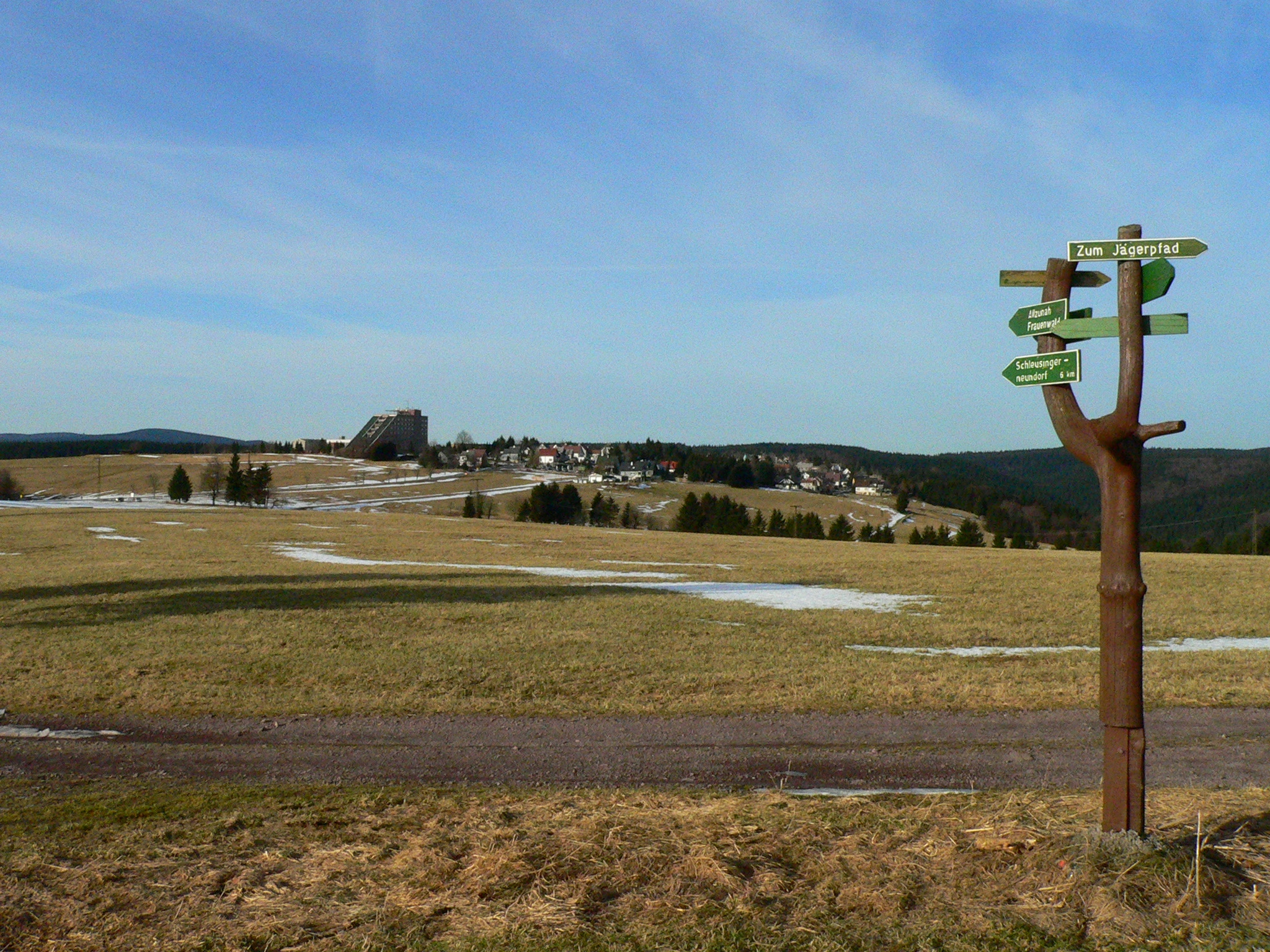
Ortsansicht

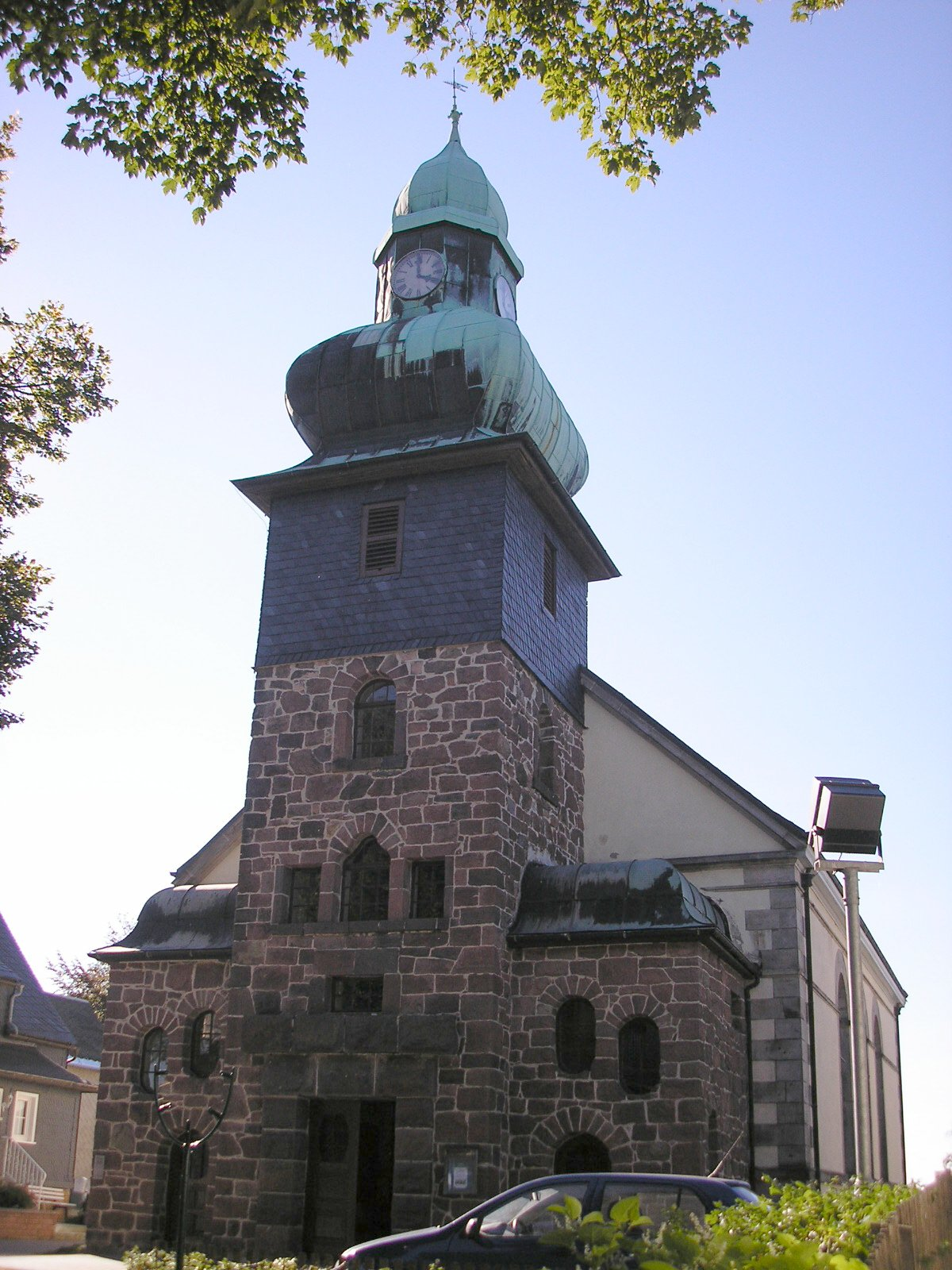
Evangelische Pfarrkirche St. Nicolai

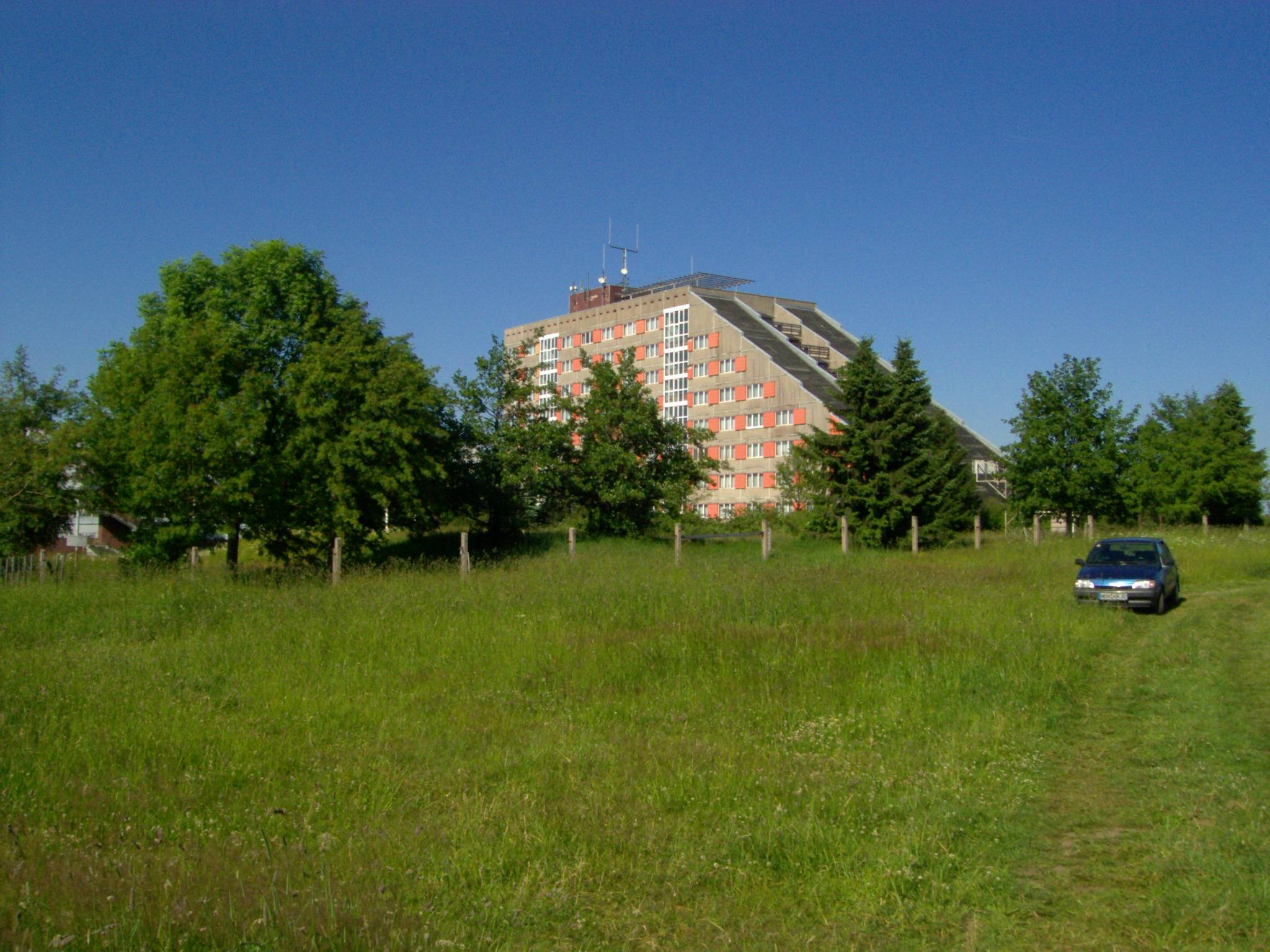
Früheres NVA-Erholungsheim auf dem Großen Riesenhaupt (764 m)

Frauenwald ist ein im Thüringer Wald gelegener Ortsteil der Stadt Ilmenau im Ilm-Kreis in Thüringen.

## Geografie
Frauenwald liegt auf einem Bergrücken zwischen Nahetal und Schleusetal in deutlich über 700 Metern Höhe, etwa zwei Kilometer südlich des Rennsteigs. Der Ort ist ein Straßendorf von etwa zwei Kilometern Länge. Rechts und links des Kammes, auf dem die Dorfstraße entlangführt, fallen die Hänge steil ab. Frauenwald ist von reichen Fichten- und Buchenwäldern umgeben.
Höchste Stelle des Ortes ist der Große Riesenhaupt (764 m).
Weitere Berge nahe Frauenwald sind der 824 Meter hohe Große Hundskopf im Norden und der 784 Meter hohe Schmiedswiesenkopf im Süden. Zwischen Frauenwald und Neustadt am Rennsteig liegt der bekannte Dreiherrenstein.

### Ortsgliederung
Zwei Kilometer nördlich des Hauptortes befindet sich der Ortsteil Allzunah, unmittelbar am Rennsteig gelegen.

### Nachbarorte
Die Nachbarorte sind im Uhrzeigersinn, beginnend im Norden: Ilmenau, Großbreitenbach, Schleusegrund, Schleusingen, Suhl.

## Geschichte
Der Sage nach verirrte sich 1177 Graf Poppo VI. von Henneberg beim Jagen im Thüringer Wald. Er wurde von einem Köhler aufgenommen und wieder auf die Geleitstraße Erfurt–Nürnberg gebracht. Aus Dank hatte der Köhler einen Wunsch frei. Er wünschte sich eine Kapelle, in der er ein Gebet sprechen könnte. Graf Poppo ließ auf den Höhen des Thüringer Waldes eine Kapelle bauen, die ab 1218 dem Kloster Veßra übertragen wurde; dies ist die erste urkundliche Erwähnung des Ortes. Das Kloster ließ die Kapelle zu einer Propstei mit Frauenstift ausbauen, woher der jetzige Name Frauenwald (zu den Frawen auff dem Wald) stammt. Das Frauenstift bestand bis 1520.
Salzburger Exulanten zogen am 23. Juli 1732 durch den Ort und wurden hier im Auftrag Augusts des Starken mit vier Eimern Bier kostenlos vom Schultheiß versorgt. Ein Brand in der Nacht vom 7. zum 8. August 1778 vernichtete die Schule und das Pfarrhaus mit allen Kirchenbüchern. Bis 1815 gehörte der Ort zum hennebergischen bzw. kursächsischen Amt Schleusingen und gelangte dann an den Kreis Schleusingen der neugebildeten preußischen Provinz Sachsen, bei dem er bis 1945 verblieb.
Am 3. August 1831 wurde die nach den Bauplänen von Karl Friedrich Schinkel gebaute Pfarrkirche St. Nicolai geweiht. Während des Zweiten Weltkrieges mussten 27 Männer vorwiegend aus der Sowjetunion im Rennsteig-Werk und im Glaswerk Schübel Zwangsarbeit leisten. Auf dem Friedhof sind zwei verstorbene und acht von der Wehrmacht erschossene Zwangsarbeiter bestattet.
Von 1945 bis 1952 gehörte der Ort zum Landkreis Arnstadt, zwischen 1952 und 1994 zum Kreis Ilmenau und seit 1994 zum Ilm-Kreis. Zwischen 1996 und 2018 gehörte Frauenwald der Verwaltungsgemeinschaft Rennsteig an. Zum 1. Januar 2019 erfolgte die Eingemeindung in die Stadt Ilmenau.
Während der Zeit der DDR befand sich in der Nähe Allzunahs ein Bunker des Ministeriums für Staatssicherheit, der im Ernst- bzw. Kriegsfall der Bezirkseinsatzleitung des Ministeriums als Zentrale dienen sollte. Er wurde seit 2004 zu einem Bunkermuseum (50° 36′ 22,5″ N, 10° 50′ 47,2″ O) ausgebaut. Auf dem Großen Riesenhaupt stand zudem seit 1976 das weithin sichtbare, in seiner Sprungschanzenform ortsbildprägende ehemalige NVA-Erholungsheim Auf dem Sonnenberg, das später vorübergehend als Wohnheim für Asylbewerber diente und 2018 endgültig abgerissen wurde.

### Einwohnerentwicklung
Entwicklung der Einwohnerzahl:
| - 1843 – 0679 - 1939 – 1388 - 1989 – 1429 - 1995 – 1302 Anm. 1 - 2000 – 1216 - 2005 – 1105 - 2010 – 1010 - 2015 – 0964 - 2020 – 0941 |

Anm. 1  Datenquelle 1994 bis 2018: Thüringer Landesamt für Statistik, Werte jeweils vom 31. Dezember

## Politik

### Ortsteilbürgermeister und Ortsteilrat
Der ehrenamtliche Ortsteilbürgermeister von Frauenwald ist seit dem 1. Juli 2022 Thomas Grökel. Er wurde zuletzt bei den Kommunalwahlen in Thüringen am 26. Mai 2024 im Amt bestätigt. Zusammen mit sechs weiteren Mitgliedern bildet er den Ortsteilrat von Frauenwald.

### Wappen
Das Wappen wurde am 5. Januar 1993 genehmigt.
Blasonierung: „Geteilt von Grün und Silber; vorn eine silberne Frauengestalt im mittelalterlich-klösterlichen Gewand, hinten eine grüne bewurzelte Fichte.“
Der Ort entstand durch die Gründung eines Nonnenklosters (Kloster auf dem Wald zu den Frauen) durch das hennebergische Prämonstratenserstift Veßra vor 1323. Das redende Frauenwalder Gemeindewappen symbolisiert den Ortsnamen und die Ortsentstehung durch die Frauengestalt in mittelalterlich-klösterlichem Gewand sowie die Fichte als den typischen Baum des Thüringer Waldes.
Das Wappen wurde von den Heraldikern Frank Jung und Frank Diemar gestaltet.

### Ortspartnerschaften
Eine Ortspartnerschaft besteht zu Villebon-sur-Yvette in Frankreich und seit dem 23. Juni 1990 zu Liederbach am Taunus.

## Wirtschaft und Verkehr
Frauenwald ist ein staatlich anerkannter Erholungsort und lebt vom Tourismus, speziell von Wintersportlern. Es gibt im Ort mehrere Hotels, die jedes Jahr circa 25.000 Übernachtungen verbuchen. In Frauenwald hat sich die für Ferienorte typische Infrastruktur aus Gastronomie, Hotels, Pensionen, Ferienhäusern und -wohnungen gebildet. Außerdem besitzt der Ort ein kleines Freibad im Lenkgrund.
Frauenwald war bis 1965 über die Bahnstrecke Rennsteig–Frauenwald an das Bahnnetz angeschlossen. Heute verkehren nur noch historische Züge der Rennsteigbahn aus Ilmenau und Schleusingen bis zum Bahnhof Rennsteig. Aus Frauenwald führen drei Straßen: eine über das Rennsteigkreuz nach Schmiedefeld am Rennsteig und zur B4, eine in den Ortsteil Allzunah, von dort über den Dreiherrenstein/Auerhahn nach Ilmenau bzw. Neustadt a. Rennsteig und eine nach Steinbach-Langenbach.

## Sport

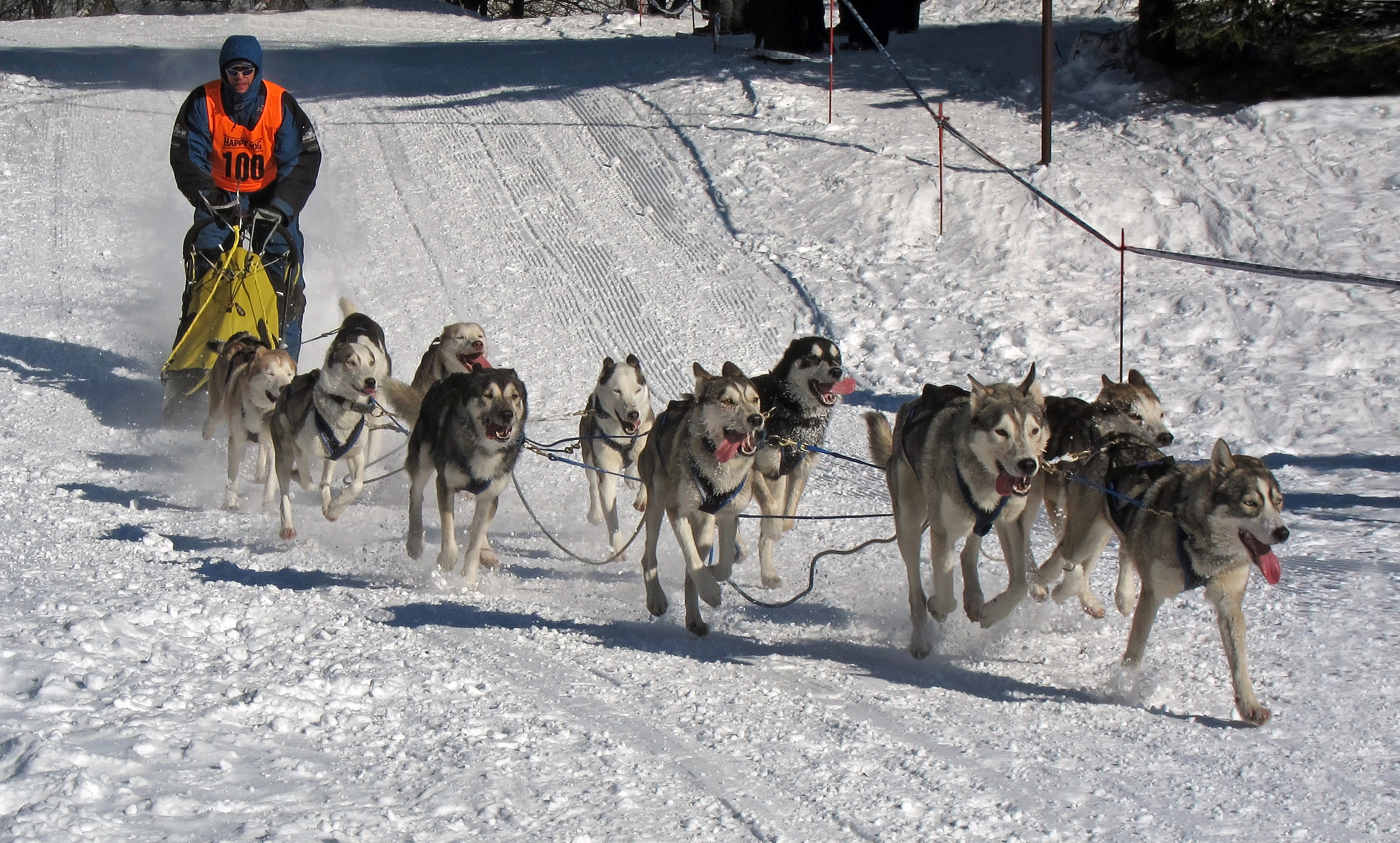
Musher beim Schlittenhunderennen in Frauenwald 2012

Frauenwald ist jährlich Austragungsort eines der größten deutschen Schlittenhunderennen in der Sprintdistanz. Seit dem Zusammenschluss der beiden deutschen Dachverbände AGSD (reinrassig) und DSSV (nicht reinrassig) zum gemeinsamen Verband VDSV im Jahr 2007, sind zu dem Rennen auch nicht-reinrassige Hundeteams vertreten. Das Rennen gehört regelmäßig zum WSA-Weltcup und SHC-Pokal. 1998, 2003, 2005, 2012, 2015 und 2018 fanden dort die Deutschen Meisterschaften im Schlittenhunderennen statt. Bereits 1999 erhielt Frauenwald den Auftrag für die WSA-Europameisterschaft Sprint, die ein großer Erfolg wurde. Vom 10. bis 12. Februar 2006 fanden im Ort die ersten WSA-Weltmeisterschaften im Schlittenhunderennen auf deutschem Boden statt. Dabei gingen über 150 Teilnehmer aus 14 Ländern an den Start. Im September 2014 erhielt Frauenwald den Zuschlag, für das Jahr 2016 erneut Ausrichter der WSA-Weltmeisterschaft zu sein. Sie wurde jedoch wegen Schneemangels abgesagt. Erstmals in der Geschichte des Rennens sollte es bei dieser WM neben den Sprintstrecken bis ca. 20 km auch Strecken bis ca. 35 km geben. Die 25. Jubiläumsaustragung des Rennens im Jahr 2020 hat vom nationalen Dachverband VDSV im April 2019 erneut den Zuschlag für die Deutsche Meisterschaft Sprint erhalten.
Frauenwald ist jährlich Austragungsort des Super-8-Marathons, eines Mountainbikerennens mit Streckenlängen zwischen 43 und 120 Kilometern.
Das Wochenende des Super-8-Marathons wurde 2006 um den Lauf Rund um die Sportlerklause erweitert. Strecken: 21 km Laufen (seit 2007); 10 km Laufen; 10 km Nordic Walking; 1 km Steppkelauf.

## Persönlichkeiten
- Adolf Scheidt (1870–1947), Politiker, starb hier
- Wolfgang Scheidel (* 1943), ehemaliger Rennrodler, arbeitete von 1977 bis 1990 als Betreuer in einem Ferienheim in Frauenwald
- Ronny Amm (* 1977), Rennfahrer, wohnt in Frauenwald
- Greta Taubert (* 1983), Autorin, stammt aus Frauenwald